# Föreningen Grävande Journalister
Föreningen Grävande Journalister (FGJ) är en svensk organisation som vill främja och inspirera till en djupgående och kritiskt granskande journalistik. FGJ bildades 1990. Förebilden var den amerikanska organisationen Investigative Reporters and Editors (IRE) som hade bildats 1975 och som under 1980-talet uppmärksammades av ett antal svenska journalister.
2022 valdes Ulla Sätereie till ordförande och efterträdde Fouad Youcefi.
Föreningen ger ut tidskriften Scoop. Varje år delar föreningen ut priset Guldspaden i ett antal olika klasser.
Varje år arrangerar föreningen Grävseminariet på olika orter runtom i landet. 2016 hölls det i Göteborg och leddes av Nils Hanson. 2017 arrangerades det i Uppsala. 2018 i Helsingborg. 2019 i Kalmar. 2020 (pandemiår). 2021 i Borås. 2022 i Luleå. 2023 i Karlstad. Gräv 2024 kommer att hållas i Gävle.
2016 avslöjade nättidningen Spanaren att föreningen hade tagit emot 107 000 kronor från Göteborgs stad inför grävkonferensen. I gengäld skulle representanter för staden få plats vid honörsbordet på den kommande Guldspadegalan och föreningen lovade att "öka Göteborgs attraktionskraft som mötesstad genom att erbjuda ett högklassigt evenemang". Bakom avtalet stod bland andra Uppdrag Gransknings chef, Göteborgs-Tidningens chefredaktör och huvudredaktören för SVT Nyheter Väst.